# Macugonalia hilarula
Macugonalia hilarula är en insektsart som beskrevs av Young 1977. Macugonalia hilarula ingår i släktet Macugonalia och familjen dvärgstritar. Inga underarter finns listade i Catalogue of Life.